# 1981 w Wojsku Polskim
Kalendarium Wojska Polskiego 1981 – wydarzenia w Wojsku Polskim w roku 1981.

## 1981
- grupy generałów i oficerów Armii Radzieckiej prowadziły rekonesanse na obszarze Polski (zima)[1]

## Luty
- tygodnik Wojsk Lotniczych i WOPK „Wiraże” obchodził 30-lecie[2]

11–12 lutego
- na posiedzeniu Sejmu gen. broni Wojciecha Jaruzelskiego powołano na prezesa Rady Ministrów[3]

## Marzec
22 marca
- w Montrealu zmarł płk w st. spocz. pil. Bogdan Kwieciński długoletni sekretarz Generalnego Aeroklubu Rzeczypospolitej[2]

28 marca
- w Warszawie odbyła się uroczystość przekazania Muzeum Wojska Polskiego osiem urn zawierających ziemię z pól bitewnych, na których, w obronie republiki Hiszpanii, walczyli Polacy, żołnierze XIII Międzynarodowej Brygady im. Jarosława Dąbrowskiego[4].

## Kwiecień
21 kwietnia-24 kwietnia
- w Sofii odbyło się posiedzenie Rady Wojskowej Zjednoczonych Sił Zbrojnych Państw – Stron Układu Warszawskiego. Przewodniczył marszałek Związku Radzieckiego W. Kulikow. Uczestniczyli członkowie Rady Wojskowej oraz delegacje: Bułgarskiej Armii Ludowej, Węgierskiej Armii Ludowej, Narodowej Armii Ludowej NRD, Wojska Polskiego, armii Socjalistycznej Republiki Rumunii, Sił Zbrojnych ZSRR i Czechosłowackiej Armii Ludowej. Członkowie Rady Wojskowej ZSZ zostali przyjęci przez sekretarza generalnego KC BPK, przewodniczącego Rady Państwa Ludowej Republiki Bułgarii – Todora Żiwikowa[4].

28 kwietnia
- w 5 Kołobrzeskim Pułku Zmechanizowanym im. kpt. Otokara Jarosza gościła delegacja czechosłowacka w składzie: wiceminister spraw zagranicznych CSRS – dr D. Spacił, konsul Czechosłowacji w Szczecinie – J. Homolka, oraz attaché wojskowy i lotniczy przy Ambasadzie CSRS w Polsce – płk St. Drabek. Obecny był sekretarz Komitetu Partyjnego Pomorskiego OW – płk mgr Z. Rożko[4].

## Maj
- odbył się 6 Zlot Pilotów Roku w dowództwie Wojsk Lotniczych w Poznaniu[2]
- z wizytą w Polsce przebywał dowódca Zjednoczonych Sił Zbrojnych Układu Warszawskiego marszałek Wiktor Kulikow[5]
- Biuro Polityczne KC PZPR powołało na stanowisko rektora Wyższej Szkoły Nauk Społecznych przy KC PZPR gen. bryg. doc. dr hab. Norberta Michtę. Poprzedni rektor WSNS, prof. Władysław Zastawny złożył rezygnację z pełnionej funkcji[4].

## Sierpień
9 sierpnia
- premier PRL przyjął Naczelnego Dowódcę Zjednoczonych Sił Zbrojnych Układu Warszawskiego[1]

13 sierpnia
- płk pil. Stanisław Kolasa został wyróżniony „Medalem 75-lecia FAI” przez przebywającego w Polsce dyrektora generalnego FAI Bertranda Larchera[2]

## Wrzesień
- zezwolono na pracę w kopalniach żołnierzom po odbyciu I roku zasadniczej służby wojskowej[1]
- uruchomiono milicyjno-wojskowe patrole w ramach akcji przeciwdziałania spekulacji i brakom na rynku wewnętrznym[1]

4 września
- rozpoczęły się ćwiczenia Zjednoczonych Sił Zbrojnych Układu Warszawskiego pod kryptonimem „Zachód 81”[1]

5 września
- w Wyższej Oficerskiej Szkole Lotniczej „im. Janka Krasickiego” odbyło się plenum ZG ZSMP, na którym podpisano akt objęcia patronatem WOSL przez ZG ZSMP[2]

11 września
- zwodowano okręt hydrograficzny ORP „Heweliusz”

## Październik
9 października
- minister obrony narodowej wyróżnił 13 żołnierzy i jednego pracownika wojska wpisem do „Honorowej Księgi Czynów Żołnierskich”

10 października
- w Warce odsłonięto pomnik w hołdzie bohaterskim lotnikom polskim[2]

16 października
- generał broni Florian Siwicki, w zastępstwie Ministra Obrony Narodowej, wprowadził do użytku służbowego szablę wzór 1976 WP i szablę marynarską wzór 1976 MW → Szabla

19 października
- obradowała Rada Wojskowa MON poświęcona sytuacji w kraju[1]

23 października
- powołano terenowe grupy operacyjne[1]

26 października
- Terenowe Grupy Operacyjne przystąpiły do działania[1]
- rozpoczęły działalność Miejskie Grupy Operacyjne[1]

27 października
- na Węgrzech rozpoczęło się posiedzenie Rady Wojskowej Zjednoczonych Sił Zbrojnych Układu Warszawskiego[1]

## Listopad
11 listopada
- w Stoczni Gdańskiej położono stępkę pod okręt szkolny ORP „Iskra”

13 listopada
- Komitetu Obrony Kraju podjął uchwałę w sprawie kontroli zadań z zakresu obronności w zakładach pracy[1]

23 listopada
- w Dęblinie odbyła się uroczystość pożegnania długoletniego komendanta WOSL gen. bryg. pil. doc. dr hab. Józefa Kowalskiego i przekazania komendantury gen. bryg. pil. Adamowi Bidzińskiemu[2]

## Grudzień
1 grudnia
- w Moskwie rozpoczęło się posiedzenie Komitetu Ministrów Obrony Układu Warszawskiego[1]

7 grudnia
- powołano pełnomocników Komitetu Obrony Kraju[1]

13 grudnia
- została powołana Wojskowa Rada Ocalenia Narodowego
- ze względu na bezpieczeństwo państwa, na podstawie uchwały Rady Państwa, został wprowadzony stan wojenny na całym terytorium Polskiej Rzeczypospolitej Ludowej[6] → Stan wojenny w Polsce 1981–1983
- w jednostkach wojskowych garnizonu Gubin o 4:00 wprowadzono „stan zagrożenia wojennego w miejscu stałej dyslokacji”, a jednostki 5 Saskiej Dywizji Pancernej brały udział w realizacji postanowień stanu wojennego. 27 pułk czołgów średnich ześrodkował się w Buku koło Poznania, a 2 batalion rozpoznawczy w Czerwonaku, natomiast sztab dywizji w koszarach brygady artylerii w Biedrusku[7]

16 grudnia
- do umundurowania Kompanii Reprezentacyjnej Wojska Polskiego wprowadzono czapki rogatywki[8] wzorowane na wz. 1935

31 grudnia
- wycofano ze służby kuter torpedowy ORP „Dzielny” (KTD-454)